# 芦野駅

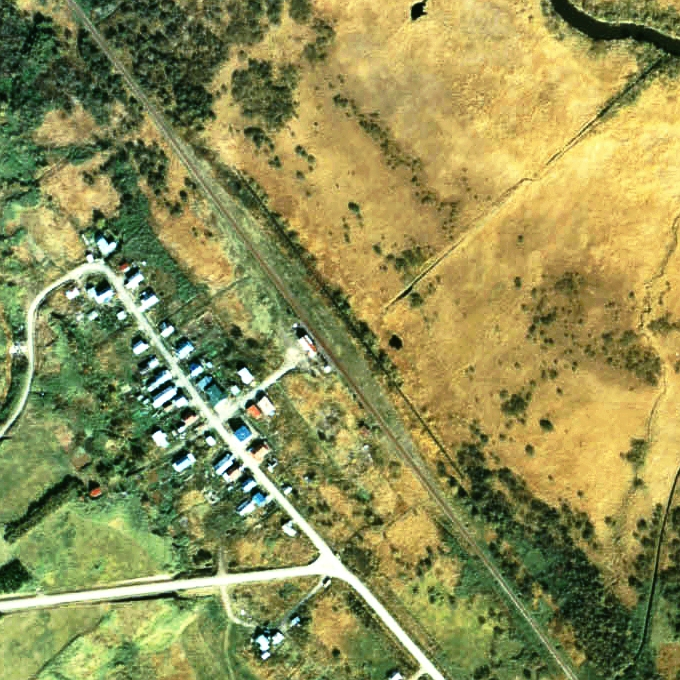
1977年の芦野駅と周囲約500m範囲。左上が南稚内方面。側線は全て撤去され、無人化に伴い駅舎ホーム側に棒線化されているが、かつては周囲の駅と同じく相対ホーム2面2線と副本線、貨物ホームに引込み線をもつ木材出荷駅だった。右上に見える猿骨川からストックヤードまで伸びた水路の跡が残されている。

芦野駅（あしのえき）は、かつて北海道（宗谷支庁）宗谷郡猿払村字芦野に設置されていた、北海道旅客鉄道（JR北海道）天北線の駅（廃駅）である。電報略号はアノ。事務管理コードは▲121912。

## 歴史
- 1920年（大正9年）11月1日 - 鉄道省宗谷本線の浅茅野駅 - 鬼志別駅間の延伸開通に伴い、開業[1]。一般駅[1]。
- 1930年（昭和5年）4月1日 - 音威子府駅 - 稚内駅間を宗谷本線から分割し路線名を北見線に改称し、それに伴い同線の駅となる。
- 1949年（昭和24年）6月1日 - 公共企業体である日本国有鉄道に移管。
- 1961年（昭和36年）4月1日 - 路線名を天北線に改称、それに伴い同線の駅となる。
- 1973年（昭和48年）9月17日 - 貨物・荷物の取り扱いを廃止し[3]、交換設備の運用を停止。同時に無人駅[4]（簡易委託駅）化（近隣の個人、駅舎内発券）。
- 1987年（昭和62年）4月1日 - 国鉄分割民営化により、北海道旅客鉄道（JR北海道）の駅となる[1]。
- 1989年（平成元年）5月1日 - 天北線の全線廃止に伴い、廃駅となる[1]。

### 駅名の由来
「開駅当時はこの地一帯はアシが群生している平野であったので」命名したとされている。

## 駅構造
廃止時点で、1面1線の単式ホームを有する地上駅であった。ホームは、線路の西側（南稚内方面に向かって左手側）に存在した。分岐器を持たない棒線駅となっていた。かつては2面2線の相対式ホームを有する、列車交換可能な交換駅であった。
無人駅（駅舎内で乗車券を発券する、簡易委託駅）となっていたが、有人駅時代の駅舎が残っていた。駅舎は構内の西側に位置し、ホーム中央部分に接していた。出入口だけアルミサッシに変更された古い木造駅舎であった。なお、ホームには花壇が設けられていた。1983年（昭和58年）時点の簡易委託の駅務員は、70歳を過ぎた老人男女であった。

## 利用状況
乗車人員の推移は以下のとおり。年間の値のみ判明している年については、当該年度の日数で除した値を括弧書きで1日平均欄に示す。乗降人員のみが判明している場合は、1/2した値を括弧書きで記した。
| 年度               | 乗車人員 | 乗車人員 | 出典  | 備考 |
| 年度               | 年間     | 1日平均  | 出典  | 備考 |
| ------------------ | -------- | -------- | ----- | ---- |
| 1978年（昭和53年） |          | 28       | [ 7 ] |      |

## 駅周辺
- 北海道道1089号猿払鬼志別線 - 天北線廃線跡を転用している[8]。
- 国道238号（オホーツクライン）[9]
- 芦野小学校
- 村営猿払牧場 - 駅から北に約2.5km。サハリン、利尻富士が見渡せる[6]。
- インディギルカ号慰霊碑 - 駅から北に約3.2km[6]。
- 猿骨川[9]
- 猿骨沼[9]
- 宗谷バス天北宗谷岬線「芦野」停留所

## 駅跡
猿払駅 - 鬼志別駅間の線路跡は、北海道道1089号猿払鬼志別線に転用されている。2001年（平成13年）時点では猿払駅跡から当駅跡までは完成済み、鬼志別駅跡までは工事中の状況であった。2010年（平成22年）時点では鬼志別駅跡まで完成し、上下2車線の立派な道路となっている。2011年（平成23年）時点でも同様であった。当駅の跡地は、交通公園として整備されている。

## 隣の駅
北海道旅客鉄道
天北線
猿払駅 - 芦野駅 - 鬼志別駅